# Julius Hanna Aydin
Mor Julius Hanna Aydin (Mzizah, Tur Abdin, 2 april 1947) is aartsbisschop van de Syrisch-Orthodoxe Kerk van Antiochië in Duitsland.
Zijn vader stierf in zijn geboortejaar in militaire dienst in het Turkse leger. Hij werd door zijn grootouders grootgebracht.
Hanna Aydin studeerde theologie van 1972 tot 1974 aan het St. Ephrem seminaris in Beiroet, Libanon. Hij vervolgde zijn studie van 1974 tot 1978 aan het Filosofisch-Theologisch Instituut van de Katholieke-Theologische Universiteit van de Franciscaanse orde in Schwaz (Oostenrijk), die hij beëindigde zonder af te studeren.
Van 1978 tot 1980 was hij secretaris van Mor Julius Yeshu Çiçek, eerste aartsbisschop van de Syrisch-orthodoxe kerk in Europa. Op 3 februari 2006 stelde patriarch Ignatius Zakka I, Hanna Aydin aan als hulppriester in Duitsland. Later bepaalde de synode van de kerk om monnik Hanna Aydin te wijden tot aartsbisschop voor het aartsbisdom van Duitsland.
Op 18 februari 2007 werd monnik Hanna Aydin gewijd tot patriarchaal vicaris met de naam Julius.
Op 1 december 2012 droeg hij, in aanwezigheid van patriarch Ignatius Zakka I Iwas, het klooster over aan aartsbisschop Philoxenos Matthias Nayis. Sinds 9 december 2012 is Aydin gevestigd in Delmenhorst. Hij heeft de pastorale verantwoordelijkheid voor de parochies St. Johannes (Mor Yuhanun da Kfone) in Delmenhorst en St. Jakob in Ganderkesee. Daarnaast is hij verantwoordelijk voor de landelijke aangelegenheden van de Syrisch-orthodoxe Kerk in Duitsland op het gebied van oecumene en alle staatszaken.